# Fernando Yunes Márquez
Fernando Yunes Márquez (Xalapa-Enríquez, Veracruz, 10 de febrero de 1982) es un abogado, político mexicano afiliado al Partido Acción Nacional. Fue Presidente Municipal de Veracruz de 2018 a 2021, fue senador por Veracruz en la LXII y LXIII Legislatura del Congreso de la Unión de México. Actualmente se desempeña como diputado ante el Congreso del Estado de Veracruz.

## Trayectoria
Egreso como  licenciado en Derecho por la Universidad Anáhuac Sur. Además, obtuvo maestría en acción política, fortalecimiento institucional y participación ciudadana en la Universidad Rey Juan Carlos, Universidad Francisco de Vitoria y el Colegio de Abogados de Madrid, España. En el campo de la docencia, impartió la cátedra Historia del Derecho en México en la Universidad Anáhuac México Sur y Teoría Política en la Universidad Tec Milenio. Como servidor público federal se desempeñó como Asesor del titular de la Procuraduría General de la República (PGR), ocupó el cargo de Subdirector de Asuntos Jurídicos de la Procuraduría General de la República (PGR) y también se desempeñó como Coordinador Analista en la Dirección de Asuntos Internacionales del Centro de Investigación y Seguridad Nacional (CISEN).
Formó parte de la LXII Legislatura del Congreso del Estado de Veracruz, después de haber participado como aspirante del Partido Acción Nacional (PAN) a la diputación local por el Distrito XXII con cabecera en Boca del Río de 2010 a 2012. Como legislador local fungió como Presidente de la Comisión Permanente de Procuración de Justicia.
Fue senador por Primera Minoría en el Senado de México por el Estado de Veracruz en la LXII y LXIII Legislatura del Congreso de la Unión de México de 2012 a 2016 ya que pidió licencia para separarse del cargo porque fue por la candidatura a la presidencia municipal de Veracruz por el Partido Acción Nacional. A partir del 1 de septiembre de 2012 hasta febrero de 2017 se desempeñó como Presidente de la Comisión de Justicia, fungió como Secretario en la Comisión de Seguridad Pública y de la Comisión Bicameral de Seguridad Nacional y fue integrante de la Comisión de Gobernación y la Comisión de Estudios Legislativos. Anteriormente se desempeñó como Presidente de la Comisión de Defensa Nacional y como Vicecoordinador del Grupo Parlamentario del Partido Acción Nacional (PAN) en el Senado de la República, siendo el senador más joven del país.
El 1 de enero de 2018 tomó posesión como presidente municipal de Veracruz. Triunfo que obtuvo en junio del presente año con 103 mil 618 votos, convirtiéndose en el presidente municipal más votado en la historia del municipio.

## Senador
Fue electo como senador para el periodo de 2012-2018 durante las LXII y LXIII legislaturas representando al estado de Veracruz en el principio de primera minoría en las elecciones de 2012 por el Partido Acción Nacional (PAN). Así tomando protesta el 1 de septiembre de 2012 pero pidió licencia el 21 de febrero de 2017 para ser candidato para la alcaldía de Veracruz.
| Comisiones | Comisiones     | Comisiones                                         |
| Comisión o Comité                                                                                                 | Puesto         | Periodo                                            |
| --- | -------------- | -------------------------------------------------- |
| Defensa Nacional                                                                                                  | Presidente     | 27 de septiembre de 2012 - 21 de febrero de 2017   |
| Seguridad Pública                                                                                                 | Secretario     | 27 de septiembre de 2012 - 21 de febrero de 2017   |
| Estudio legislativos                                                                                              | Integrante     | 27 de septiembre de 2012 - 21 de febrero de 2017   |
| Gobernación | Integrante     | 27 de septiembre de 2012 - 21 de febrero de 2017   |
| Comité de Fomento a la Lectura                                                                                    | Integrante     | 30 de abril de 2013 - 21 de febrero de 2017        |
| Para la atención y seguimiento al caso de la empresa Oceanografía S.A. de C.V.                                    | Integrante     | 26 de marzo de 2014 - 21 de febrero de 2017        |
| Bicamaral de Seguridad Nacional                                                                                   | Secretario     | 4 de noviembre de 2014 - 21 de febrero de 2017     |
| Segunda Comisión de Trabajo: Relaciones Exteriores, Defensa Nacional y Educación Pública                          | Secretario     | 6 de mayo de 2015 - 31 de agosto de 2015           |
| Justicia | Presidente     | 29 de septiembre de 2015 - 21 de febrero de 2017   |
| Tercera Comisión de Trabajo: Hacienda y Crédito Público; Agricultura y Fomento; Comunicaciones; y, Obras Públicas | Integrante     | 20 de diciembre de 2016 - 1 de febrero de 2017     |
| Órganos de gobierno                                                                                               |                |                                                    |
| Junta de Coordinación Política                                                                                    | Integrante     | 5 de marzo de 2015 - 31 de agosto de 2015          |
| Mesa Directiva de la Comisión Permanente                                                                          | Vicepresidente | 15 de diciembre de 2015 - 1 de febrero de 2016     |
| Junta de Coordinación Política                                                                                    | Integrante     | 1 de septiembre de 2015 - 29 de septiembre de 2015 |